# Eines langen Tages Reise in die Nacht

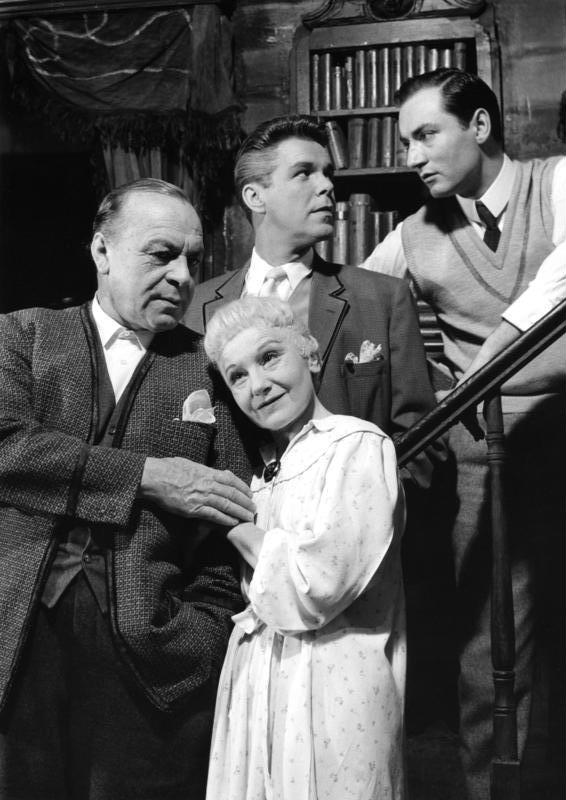
Szene im Wohnzimmer der Tyrones. Aufführung 1957 in Bonn mit (von links) Paul Hartmann, Elisabeth Bergner, Heinz Drache und Martin Benrath

Eines langen Tages Reise in die Nacht (englischer Originaltitel: Long Day’s Journey into Night) ist ein Theaterstück (1956) des amerikanischen Dramatikers Eugene O’Neill, das 1957 mit dem Pulitzer-Preis für Theater sowie dem Tony Award ausgezeichnet wurde.

## Handlung
Das Stück beschreibt die Zeit zwischen Morgen und Mitternacht eines Tages im Jahre 1912 und zeigt das Leben und das Leid der amerikanischen Familie Tyrone, die an selbstauferlegten Zwängen und unerfüllten und verdrängten Träumen zerbricht.
Der geizige Vater James Tyrone, seine morphiumsüchtige Frau Mary, der trinkende Sohn Jamie und der kranke Sohn Edmund sind einander in Hassliebe verbunden. Die egozentrischen Hauptfiguren sind nicht fähig, sich aus dem Geflecht gegenseitiger Abhängigkeiten zu lösen. Nur Edmund findet am Ende des Stücks den Weg aus dem Teufelskreis der gegenseitigen Schuldzuweisungen.

## Übersetzungen
Die erste deutschsprachige Übersetzung des Stücks stammt von Ursula und Oscar Fritz Schuh und wurde vom Reclam Verlag lange nachgedruckt. 1989 erschien im Fischer Taschenbuch Verlag eine neue Fassung von Christian Enzensberger. Die aktuellste Übersetzung kam erstmals 1992 bei Fischer heraus und stammt von Michael Walter.

## Verfilmungen
- 1962: Long Day’s Journey into Night – Regie: Sidney Lumet, mit Katharine Hepburn, Ralph Richardson, Jason Robards, Dean Stockwell, Jeanne Barr
- 1971: Eines langen Tages Reise in die Nacht (Fernsehspiel) – Regie: Peter Beauvais, mit Martin Held, Eva Katharina Schultz, András Fricsay, Gerd Böckmann, Gwendolyn von Ambesser
- 1987: Long Day’s Journey into Night (Fernsehspiel) – Regie: Jonathan Miller, mit Jack Lemmon, Bethel Leslie, Peter Gallagher und Kevin Spacey

## Hörspiele
- 1975: Eines langen Tages Reise in die Nacht – Regie: Klaus Gmeiner, mit  Paul Hoffmann, Elfriede Kuzmany, Klausjürgen Wussow, Gerd Böckmann, Isolde Stiegler – Produktion: ORF, Länge: 77 Minuten (Stereo)
- 1976: Eines langen Tages Reise in die Nacht – Regie: Urs Helmensdorfer, mit Bernhard Minetti, Brigitte Horney, Horst-Christian Beckmann, Mathieu Carrière – Produktion: DRS, Länge: 106 Min. (Stereo)